# ターゲット (衝突現象)
ターゲット（target）は、衝突現象の標的となるものを指す物理学・工学・工業の用語。

## X線の発生
人工的にX線を発生させる手段として用いられる代表例はX線管である。カソードから出る電子を1万ボルトの電圧で加速してアノードに衝突させると、制動放射としてのX線が発生する。これにおいて、アノードはターゲットである。

## スパッタリング
集積回路の基板や液晶ディスプレイのアレイ基板の上に金属配線（例：アルミニウム）などの薄膜を作製する際、スパッタリングの技術が用いられることがある。真空装置の中でアルゴンをプラズマ状態にしてアルゴンイオンに運動量を与え金属塊に衝突させると、その金属塊の原子が飛び出すスパッタリング現象が発生し、その一部が基板の上に積もる。これにおいて、アルゴンイオンが衝突する金属塊はターゲットである。